# Phloeophila cunabulum
Phloeophila cunabulum är en orkidéart som först beskrevs av Carlyle August Luer och Rodrigo Escobar, och fick sitt nu gällande namn av Alec M. Pridgeon och Mark W. Chase. Phloeophila cunabulum ingår i släktet Phloeophila och familjen orkidéer. Inga underarter finns listade i Catalogue of Life.